# Heterocampa pasathelys
Heterocampa pasathelys är en fjärilsart som beskrevs av Dyar 1921. Heterocampa pasathelys ingår i släktet Heterocampa och familjen tandspinnare. Inga underarter finns listade i Catalogue of Life.